# 33761 Honoranavid
33761 Honoranavid este o planetă minoră (asteroid) din centura de asteroizi. A fost descoperită pe 7 septembrie 1999 la Experimental Test Site⁠(d) de Lincoln Near-Earth Asteroid Research. 
Obiectul prezintă o orbită caracterizată de o semiaxă mare de 2,405204 UAi, o excentricitate de 0,15, o înclinație de 5,38922 ° în raport cu ecliptica.